# 릴 펌
가지 가르시아(Gazzy Garcia, 2000년 8월 17일~)는 예명 릴 펌(Lil Pump)으로 더 잘 알려진 미국의 래퍼이다. 사운드클라우드 랩 신에서 가장 유명한 래퍼 중 한 명으로, 미니멀리즘 음악과 악동 페르소나로 잘 알려져 있다.
릴 펌은 2017년에 싱글 "Gucci Gang"을 발매했고, 이는 빌보드 핫 100 3위를 기록했다. 같은 해에 데뷔 정규 음반 Lil Pump을 발매했고, 이는 빌보드 200 3위를 기록했다. 2019년에 2번째 정규 음반 Harverd Dropout을 발매했고, 이는 빌보드 200 7위를 기록했다. 2023년에 3번째 정규 음반 Lil Pump 2를 발매했다.

## 생애
가지 가르시아는 2000년 8월 17일에 플로리다주 마이애미에서 태어났다. 그의 부모는 콜롬비아 출신이며, 그가 6살 때 이혼했다. 정규 학교에서 퇴학당해 대안학교에 입학했지만, 싸움과 폭동 선동으로 10학년 때 퇴학당했다.

## 경력

### 2016-2017:Lil Pump
스모크퍼프는 비트를 만든 후 릴 펌에게 그 위에 프리스타일을 해 달라고 요청했고, 릴 펌은 해당 싱글을 "Lil Pump"이라는 이름으로 2016년에 사운드클라우드에 업로드했다. 그의 노래들이 사운드클라우드에서 수백만 회 이상 스트리밍되면서 플로리다의 언더그라운드 랩 신에서 유명세를 얻었다.
2017년 6월에 다 라이츠 글로벌과 워너 레코드와 계약을 체결했다. 8월에 싱글 "Gucci Gang"을 발매했고, 이는 그의 노래 중 처음으로 빌보드 핫 100에 진입해 최고 순위 3위를 기록했다. 10월에 데뷔 정규 음반 Lil Pump을 발매했다.

### 2018-현재:Harverd Dropout,Lil Pump 2
릴 펌은 계약 당시 미성년자여서 2018년 1월에 워너 레코드와의 계약이 무효화되었으나, 3월에 재계약했다. 6월에 XXL 프레시맨 클래스에 선정되었다. 9월에 카니예 웨스트와 합작 싱글 "I Love It"을 발매했고, 이는 캐나디안 핫 100 1위를 기록했다.
2019년에 2번째 정규 음반 Harverd Dropout을 발매했고, <포브스>의 30 언더 30에 선정되었다. 2021년에 음악 프로듀서 로니 J와 합작 음반 No Name을 발매했다. 2023년에 3번째 정규 음반 Lil Pump 2를 발매했다.

## 사생활
릴 펌은 인스타그램에서 난독증이 있다고 밝혔다.
2022년에 아버지가 돌아가셨다고 밝혔다.

### 정치적 견해
릴 펌은 2020년 미국 대통령 선거에서 조 바이든의 세금 계획에 반대해 도널드 트럼프를 지지했다.

## 논란
릴 펌은 2018년 12월 16일에 신곡 "Butterfly Doors"의 일부를 공개한 후 아시아인 비하 논란에 휩싸였다. "They call me Yao Ming 'cause my eyes real low"라는 가사를 뱉으며 눈을 찢는 동작을 취했고, "Ching chong" 등 아시아인 비하 용어를 사용했기 때문이다. 이후 24일에 인스타그램에 이에 대해 사과하는 영상을 올렸다.
2020년에 비행기 안에서의 마스크 착용을 거부하자 제트블루 항공은 그의 탑승을 금지했다.

## 법적 문제

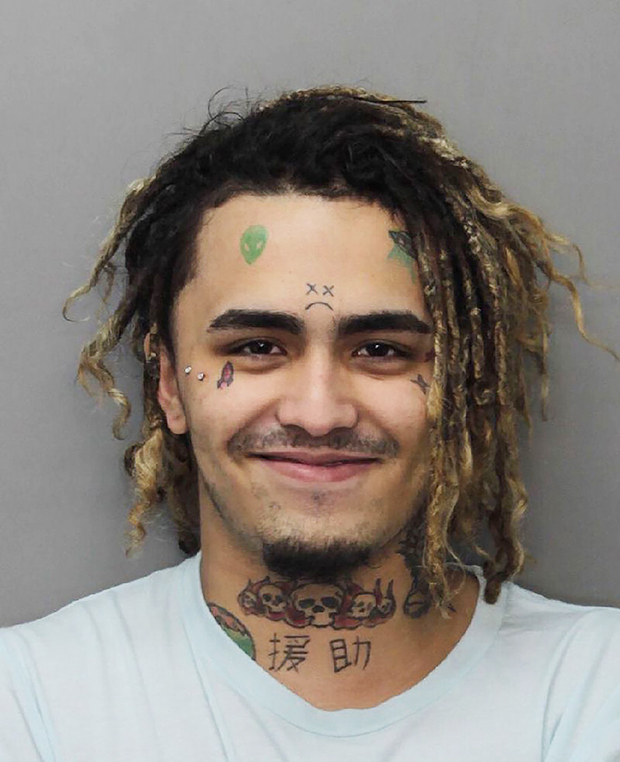
2018년 12월에 무질서 행위로 체포된 릴 펌의 머그샷

릴 펌은 2018년 2월에 주거 지역에서 총기를 발포한 혐의로 체포되었다. 그의 팀은 남자 3명이 그의 집에 침입하려 해서 그가 총을 쏜 것이라고 주장했다. 경찰은 수색 중 발코니 밑에서 장전되지 않은 권총을, 집 안 다른 곳에서 탄약을 발견했다.
릴 펌은 2018년 8월에 마이애미에서 무면허 운전으로 체포되었다. 이후 가석방 위반 때문에 감옥에 갈 것이라고 9월에 밝혔다.
2018년 12월 4일에 코펜하겐에서 대마초 소지 혐의로 덴마크 경찰에게 체포되었다. 이후 벌금 약 800달러를 냈다.
2018년 12월 13일에 마이애미 공항에서 무질서 행위로 체포되었다. 수하물 담당자들은 그의 가방에서 "강한 대마초 냄새"를 맡았다고 주장했다. 실제로는 마약이 발견되지 않았으나, 릴 펌은 보안 직원들과 크게 말다툼을 했다.
세금 160만 달러를 납부하지 않자 미국 국세청은 2021년에 그의 자택에 상사유치권을 행사했다.

## 음반 목록
정규 음반
- Lil Pump (2017)
- Harverd Dropout (2019)
- Lil Pump 2 (2023)

## 수상 및 후보
| 시상식                     | 연도 | 부문                      | 후보         | 결과 | 각주   |
| -------------------------- | ---- | ------------------------- | ------------ | ---- | ------ |
| 빌보드 뮤직 어워드         | 2018 | 탑 스트리밍 노래 (비디오) | "Gucci Gang" | 후보 | [ 29 ] |
| MTV 비디오 뮤직 어워드     | 2018 | 최우수 신인 아티스트      | 본인         | 후보 | [ 30 ] |
| MTV 비디오 뮤직 어워드     | 2019 | 최우수 예술 감독          | "I Love It"  | 후보 | [ 31 ] |
| 아이하트라디오 뮤직 어워드 | 2019 | 최우수 신인 힙합 아티스트 | 본인         | 후보 | [ 32 ] |